# مايك نيويل (لاعب كرة قدم)
مايك نيويل (بالإنجليزية: Mike Newell)‏ هو لاعب كرة قدم ومدرب كرة قدم بريطاني في مركز الهجوم، ولد في 27 يناير 1965 في ليفربول في المملكة المتحدة. شارك مع منتخب إنجلترا تحت 21 سنة لكرة القدم ومنتخب إنجلترا لكرة القدم الرديف. أما مع النوادي، فقد لعب مع برادفورد سيتي وبرمنغهام سيتي وبلاكبيرن روفرز وليستر سيتي ونادي أبردين ونادي إيفرتون ونادي بلاكبول ونادي دونكاستر روفرز ونادي كرو ألكساندرا ونادي لوتون تاون ونادي ليفربول ووست هام يونايتد وويغان أتلتيك.

## وصلات خارجية
- مايك نيويل (لاعب كرة قدم) على موقع قاعدة بيانات كرة القدم.إي يو (الإنجليزية)
- مايك نيويل (لاعب كرة قدم) على موقع Soccerbase.com (لاعب) (الإنجليزية)
- مايك نيويل (لاعب كرة قدم) على موقع Soccerbase.com (مدرب) (الإنجليزية)
- مايك نيويل (لاعب كرة قدم) على موقع عالم كرة القدم.نت (الإنجليزية)